# カミーユ・クローデル ある天才彫刻家の悲劇
『カミーユ・クローデル ある天才彫刻家の悲劇』（カミーユ・クローデル あるてんさいちょうこくかのひげき、Camille Claudel 1915）は、2013年のフランスの伝記映画。監督はブリュノ・デュモン、出演はジュリエット・ビノシュとジャン＝リュック・ヴァンサンなど。フランスの女性彫刻家カミーユ・クローデル（1864年 - 1943年）を描いた作品であるが、1988年の映画『カミーユ・クローデル』が師匠で愛人でもあった彫刻家オーギュスト・ロダンとの関係を中心に描いているのに対し、本作ではその後の精神病院に送られてからの後半生を中心に描いている。
2013年2月に開催された第63回ベルリン国際映画祭のコンペティション部門に出品されている。
日本では劇場未公開だが、WOWOWシネマで2014年8月31日に放送された。

## ストーリー
本作は、女性彫刻家のカミーユ・クローデルとその4歳下の弟で詩人のポール・クローデルの作品と書簡、当時の医療記録に基づいている。
カミーユは、師匠であるオーギュスト・ロダンとの15年に渡る情熱的な恋愛関係が破綻した末に精神を患い、1915年には南仏のモントヴェルク精神科病院で孤独な日々を過ごしていた。そんなある日、カミーユの理解者で、彼女が深く愛する弟ポールが面会に来ると知らされたカミーユは心浮き立つ。ポールなら自分を退院させてくれると信じていたからである。しかし、ポールにその気はなかった。
久しぶりの再会にカミーユは喜びながらも、今の生活の辛さを涙ながらに訴える。いまだにロダンへの激しい憎しみと被害妄想を露にする姉の姿に、信心深いポールは神の試練だと諭すが、その言葉が彼女に届くことはなかった。病院長はポールに、カミーユを希望通りに退院させて静養させることを勧めるが、ポールはそれに答えずに口をつぐむ。
結局、カミーユは精神病院で29年間を過ごし、1943年10月19日に79歳で亡くなると、遺体は共同墓地に埋葬される。ポールは最後まで姉を訪ねていたものの、葬儀には参列しなかった。

## キャスト
- カミーユ・クローデル: ジュリエット・ビノシュ - 女性彫刻家。
- ポール・クローデル: ジャン＝リュック・ヴァンサン - カミーユの弟。外交官で詩人。
- 内科医: ロベール・ルロワ - 病院長。
- 神父: エマニュエル・カウフマン - ポールが宿泊したフリゴレ修道院の司祭。
- ブラン: マリオン・ケラー - 病院で働くメイド。

## 作品の評価
アロシネによれば、フランスの22のメディアによる評価の平均点は5点満点中4.3点である。
Rotten Tomatoesによれば、46件の評論のうち高評価は80%にあたる37件で、平均点は10点満点中7.2点、批評家の一致した見解は「『カミーユ・クローデル ある天才彫刻家の悲劇』は気楽に観られる作品ではないが、ジュリエット・ビノシュの素晴らしい演技がその努力に見合うものにしている。」となっている。
Metacriticによれば、16件の評論のうち、高評価は11件、賛否混在は4件、低評価は1件で、平均点は100点満点中65点となっている。